# Primera División de Andorra 2003-04
La Primera División de Andorra 2003-04 (oficialmente y en catalán: Primera Divisió de Andorra 2003-04) fue la 9na edición del campeonato de la máxima categoría de fútbol del Principado de Andorra. Estuvo organizada por la Federación Andorrana de Fútbol y fue disputada por 8 equipos. Comenzó el 20 de septiembre de 2003 y finalizó el 3 de abril de 2004.
Con una victoria en la última jornada sobre Rànger's como local, FC Santa Coloma logró el primer bicampeonato de su historia y el tercer título a nivel nacional. Por su parte, Engordany sufrió el descenso a la Segona Divisió, tan sólo un año después de haber ascendido.

## Ascensos y descensos
| Pos. | Descendidos de 1.ª División |
| ---- | --------------------------- |
| 8.º  | Cerni                       |
| 9.º  | Sporting Club d'Escaldes    |

| Pos. | Ascendido de 2.ª División |
| ---- | ------------------------- |
| 1.º  | Engordany                 |

## Sistema de competición
El campeonato constó de dos fases:
En la fase regular, los ocho equipos se enfrentaron entre sí bajo el sistema de todos contra todos a dos ruedas, completando un total de 14 fechas. Una vez finalizada dicha instancia, los cuatro equipos con mayor cantidad de puntos participaron de la Ronda por el campeonato, mientras que los cuatro restantes disputaron la Ronda por la permanencia. Todos los clubes comenzaron su participación en esta instancia con el puntaje final obtenido en la fase regular.
Los cuatro clubes que participaron de la Ronda por el campeonato volvieron a enfrentarse entre sí, todos contra todos, a doble rueda. El equipo que acumuló más puntos entre las dos fases se consagró campeón y accedió a la primera ronda previa de la Copa de la UEFA 2004-05. Asimismo, el subcampeón clasificó a la primera fase de la Copa Intertoto de la UEFA 2004.
Por otro lado, los cuatro equipos participantes de la Ronda por la permanencia se enfrentaron entre sí, todos contra todos, a doble rueda. Aquel que logró menor puntaje a lo largo de las dos fases descendió directamente a la Segunda División.
En todas las fases, las clasificaciones se establecieron a partir de los puntos obtenidos en cada encuentro, otorgando tres por partido ganado, uno por empatado y ninguno en caso de derrota. En caso de igualdad de puntos entre dos o más equipos, se aplicaron, en el mencionado orden, los siguientes criterios de desempate:
1. Mayor cantidad de puntos en los partidos entre los equipos implicados;
2. Mejor diferencia de goles en los partidos entre los equipos implicados;
3. Mayor cantidad de goles a favor en los partidos entre los equipos implicados;
4. Mejor diferencia de goles en toda la temporada;
5. Mayor cantidad de goles a favor en toda la temporada.

## Equipos participantes
| Equipo                | Ciudad                  |
| --------------------- | ----------------------- |
| Encamp                | Encamp                  |
| Engordany             | Las Escaldas-Engordany  |
| Inter Club d'Escaldes | Las Escaldas-Engordany  |
| Lusitanos             | Andorra la Vieja        |
| Principat             | San Julián de Loria     |
| Rànger's              | San Julián de Loria     |
| Sant Julià            | San Julián de Loria     |
| FC Santa Coloma       | Santa Coloma de Andorra |

| \| Parroquia \| N.º \| Equipos \| \| ---------------------- \| --- \| -------------------------------- \| \| San Julián de Loria \| 3 \| Principat; Rànger's; Sant Julià \| \| Andorra la Vieja \| 2 \| Lusitanos; FC Santa Coloma \| \| Las Escaldas-Engordany \| 2 \| Engordany; Inter Club d'Escaldes \| \| Encamp \| 1 \| Encamp \| |     |                                  |
| Parroquia | N.º | Equipos                          |
| San Julián de Loria | 3   | Principat; Rànger's; Sant Julià  |
| Andorra la Vieja | 2   | Lusitanos; FC Santa Coloma       |
| Las Escaldas-Engordany | 2   | Engordany; Inter Club d'Escaldes |
| Encamp | 1   | Encamp                           |

## Fase regular

### Clasificación
|  |    | Equipos               | PJ | PG | PE | PP | GF | GC | Dif | Pts |
|  | -- | --------------------- | -- | -- | -- | -- | -- | -- | --- | --- |
|  | 1. | FC Santa Coloma       | 14 | 11 | 1  | 2  | 34 | 13 | +21 | 34  |
|  | 2. | Sant Julià            | 14 | 10 | 2  | 2  | 47 | 13 | +34 | 32  |
|  | 3. | Rànger's              | 14 | 8  | 3  | 3  | 30 | 11 | +19 | 27  |
|  | 4. | Encamp                | 14 | 7  | 3  | 4  | 27 | 11 | +16 | 24  |
|  | 5. | Principat             | 14 | 6  | 2  | 6  | 29 | 31 | -2  | 20  |
|  | 6. | Lusitanos             | 14 | 3  | 3  | 8  | 11 | 21 | -10 | 12  |
|  | 7. | Inter Club d'Escaldes | 14 | 2  | 1  | 11 | 13 | 34 | -21 | 7   |
|  | 8. | Engordany             | 14 | 1  | 1  | 12 | 10 | 67 | -57 | 4   |

|  | Clasificado a la Ronda por el campeonato.  |
|  | Clasificado a la Ronda por la permanencia. |

#### Evolución de la clasificación
| Jornada / Equipo      | 1 | 2 | 3 | 4 | 5 | 6 | 7 | 8 | 9 | 10 | 11 | 12 | 13 | 14 |
| Jornada / Equipo      |   |   |   |   |   |   |   |   |   |    |    |    |    |    |
| --------------------- | - | - | - | - | - | - | - | - | - | -- | -- | -- | -- | -- |
| FC Santa Coloma       | 5 | 5 | 3 | 2 | 2 | 3 | 3 | 2 | 2 | 1  | 1  | 1  | 1  | 1  |
| Sant Julià            | 2 | 2 | 2 | 1 | 1 | 1 | 1 | 1 | 1 | 2  | 2  | 2  | 2  | 2  |
| Rànger's              | 1 | 1 | 1 | 4 | 3 | 2 | 2 | 3 | 3 | 3  | 3  | 3  | 3  | 3  |
| Encamp                | 2 | 3 | 4 | 3 | 4 | 4 | 4 | 4 | 4 | 4  | 4  | 4  | 4  | 4  |
| Principat             | 8 | 6 | 5 | 6 | 6 | 6 | 5 | 5 | 5 | 5  | 5  | 5  | 5  | 5  |
| Lusitanos             | 2 | 3 | 6 | 5 | 5 | 5 | 6 | 6 | 6 | 6  | 6  | 6  | 6  | 6  |
| Inter Club d'Escaldes | 5 | 8 | 7 | 7 | 8 | 8 | 8 | 8 | 8 | 8  | 7  | 7  | 7  | 7  |
| Engordany             | 5 | 7 | 8 | 8 | 7 | 7 | 7 | 7 | 7 | 7  | 8  | 8  | 8  | 8  |

### Resultados
Fuente: mismarcadores.com
- Los horarios corresponden a la CET (Hora Central Europea) UTC+1 en horario estándar y UTC+2 en horario de verano.

#### Primera vuelta
| Engordany             | 0 - 2 | Lusitanos       |                             | 20 de septiembre |
| Inter Club d'Escaldes | 0 - 2 | Encamp          |                             | 20 de septiembre |
| Principat             | 1 - 7 | Rànger's        |                             | 20 de septiembre |
| Sant Julià            | 2 - 0 | FC Santa Coloma | Comunal de Andorra la Vieja | 20 de septiembre |

| Inter Club d'Escaldes | 1 - 4 | Sant Julià |                             | 27 de septiembre |
| Encamp                | 0 - 1 | Principat  |                             | 27 de septiembre |
| Rànger's              | 2 - 0 | Engordany  | Comunal de Andorra la Vieja | 27 de septiembre |
| FC Santa Coloma       | 1 - 0 | Lusitanos  | Comunal de Andorra la Vieja | 27 de septiembre |

| Engordany             | 0 - 9 | FC Santa Coloma |                             | 4 de octubre |
| Inter Club d'Escaldes | 1 - 2 | Principat       |                             | 4 de octubre |
| Lusitanos             | 0 - 1 | Encamp          |                             | 4 de octubre |
| Sant Julià            | 0 - 0 | Rànger's        | Comunal de Andorra la Vieja | 4 de octubre |

| Lusitanos | 2 - 1 | Inter Club d'Escaldes |                             | 11 de octubre |
| Principat | 1 - 3 | Sant Julià            |                             | 11 de octubre |
| Rànger's  | 2 - 3 | FC Santa Coloma       | Comunal de Andorra la Vieja | 11 de octubre |
| Encamp    | 5 - 1 | Engordany             |                             | 12 de octubre |

| Inter Club d'Escaldes | 1 - 3 | Engordany |                             | 18 de octubre |
| Rànger's              | 2 - 0 | Encamp    | Comunal de Andorra la Vieja | 18 de octubre |
| Sant Julià            | 4 - 0 | Lusitanos | Comunal de Andorra la Vieja | 18 de octubre |
| FC Santa Coloma       | 4 - 0 | Principat | Comunal de Andorra la Vieja | 18 de octubre |

| Engordany             | 0 - 9 | Sant Julià      |  | 25 de octubre |
| Inter Club d'Escaldes | 0 - 3 | Rànger's        |  | 25 de octubre |
| Principat             | 1 - 1 | Lusitanos       |  | 25 de octubre |
| Encamp                | 4 - 1 | FC Santa Coloma |  | 25 de octubre |

| Lusitanos       | 2 - 4 | Rànger's              |                             | 8 de noviembre |
| Principat       | 7 - 1 | Engordany             |                             | 8 de noviembre |
| Sant Julià      | 1 - 0 | Encamp                | Comunal de Andorra la Vieja | 8 de noviembre |
| FC Santa Coloma | 5 - 2 | Inter Club d'Escaldes | Comunal de Andorra la Vieja | 8 de noviembre |

#### Segunda vuelta
| Lusitanos       | 2 - 1 | Engordany             |                             | 15 de noviembre |
| Encamp          | 2 - 1 | Inter Club d'Escaldes |                             | 15 de noviembre |
| Rànger's        | 0 - 1 | Principat             | Comunal de Andorra la Vieja | 15 de noviembre |
| FC Santa Coloma | 2 - 1 | Sant Julià            | Comunal de Andorra la Vieja | 15 de noviembre |

| Engordany  | 1 - 5 | Rànger's              |                             | 22 de noviembre |
| Lusitanos  | 0 - 1 | FC Santa Coloma       |                             | 22 de noviembre |
| Principat  | 1 - 3 | Encamp                |                             | 22 de noviembre |
| Sant Julià | 3 - 0 | Inter Club d'Escaldes | Comunal de Andorra la Vieja | 22 de noviembre |

| Principat       | 4 - 1 | Inter Club d'Escaldes |                             | 29 de noviembre |
| Encamp          | 0 - 0 | Lusitanos             |                             | 29 de noviembre |
| Rànger's        | 1 - 0 | Sant Julià            | Comunal de Andorra la Vieja | 29 de noviembre |
| FC Santa Coloma | 3 - 0 | Engordany             | Comunal de Andorra la Vieja | 29 de noviembre |

| Engordany             | 0 - 8 | Encamp    |                             | 13 de diciembre |
| Inter Club d'Escaldes | 1 - 0 | Lusitanos |                             | 13 de diciembre |
| Sant Julià            | 5 - 4 | Principat | Comunal de Andorra la Vieja | 13 de diciembre |
| FC Santa Coloma       | 1 - 0 | Rànger's  | Comunal de Andorra la Vieja | 13 de diciembre |

| Engordany | 1 - 2 | Inter Club d'Escaldes |  | 24 de enero |
| Lusitanos | 2 - 2 | Sant Julià            |  | 24 de enero |
| Encamp    | 0 - 0 | Rànger's              |  | 24 de enero |
| Principat | 2 - 3 | FC Santa Coloma       |  | 24 de enero |

| FC Santa Coloma | 0 - 0  | Encamp                | Comunal de Andorra la Vieja | 31 de enero |
| Sant Julià      | 10 - 0 | Engordany             | Comunal de Andorra la Vieja | 31 de enero |
| Rànger's        | 2 - 2  | Inter Club d'Escaldes | Comunal de Andorra la Vieja | 31 de enero |
| Lusitanos       | 0 - 2  | Principat             |                             | 31 de enero |

| Inter Club d'Escaldes | 0 - 1 | FC Santa Coloma |                             | 7 de febrero |
| Rànger's              | 2 - 0 | Lusitanos       | Comunal de Andorra la Vieja | 7 de febrero |
| Encamp                | 2 - 3 | Sant Julià      |                             | 7 de febrero |
| Engordany             | 2 - 2 | Principat       |                             | 7 de febrero |

## Ronda por el campeonato

### Clasificación
|  |    | Equipos             | PJ | PG | PE | PP | GF | GC | Dif | Pts |
|  | -- | ------------------- | -- | -- | -- | -- | -- | -- | --- | --- |
|  | 1. | FC Santa Coloma (C) | 20 | 14 | 3  | 3  | 44 | 21 | +23 | 45  |
|  | 2. | Sant Julià          | 20 | 13 | 4  | 3  | 57 | 18 | +39 | 43  |
|  | 3. | Rànger's            | 20 | 10 | 4  | 6  | 34 | 17 | +17 | 34  |
|  | 4. | Encamp              | 20 | 8  | 4  | 8  | 31 | 20 | +11 | 28  |

|  | Clasificado para la primera ronda previa de la Copa de la UEFA 2004-05. |
|  | Clasificado para la primera fase de la Copa Intertoto de la UEFA 2004.  |

| (C) Campeón |

#### Evolución de la clasificación
| Jornada / Equipo | 1 | 2 | 3 | 4 | 5 | 6 |
| Jornada / Equipo |   |   |   |   |   |   |
| ---------------- | - | - | - | - | - | - |
| FC Santa Coloma  | 1 | 1 | 1 | 1 | 1 | 1 |
| Sant Julià       | 2 | 2 | 2 | 2 | 2 | 2 |
| Rànger's         | 3 | 3 | 3 | 3 | 3 | 3 |
| Encamp           | 4 | 4 | 4 | 4 | 4 | 4 |

### Resultados
Fuente: mismarcadores.com
- Los horarios corresponden a la CET (Hora Central Europea) UTC+1 en horario estándar y UTC+2 en horario de verano.

#### Primera vuelta
| FC Santa Coloma | 2 - 2 | Sant Julià | Comunal de Andorra la Vieja | 14 de febrero |
| Encamp          | 0 - 0 | Rànger's   |                             | 14 de febrero |

| Sant Julià      | 0 - 1 | Rànger's | Comunal de Andorra la Vieja | 28 de febrero |
| FC Santa Coloma | 1 - 3 | Encamp   | Comunal de Andorra la Vieja | 28 de febrero |

| Sant Julià | 2 - 1 | Encamp          | Comunal de Andorra la Vieja | 6 de marzo |
| Rànger's   | 1 - 3 | FC Santa Coloma | Comunal de Andorra la Vieja | 6 de marzo |

#### Segunda vuelta
| Sant Julià | 1 - 1 | FC Santa Coloma | Comunal de Andorra la Vieja | 20 de marzo |
| Rànger's   | 1 - 0 | Encamp          | Comunal de Andorra la Vieja | 20 de marzo |

| Rànger's | 0 - 1 | Sant Julià      | Comunal de Andorra la Vieja | 27 de marzo |
| Encamp   | 0 - 1 | FC Santa Coloma |                             | 27 de marzo |

| FC Santa Coloma (C) | 2 - 1 | Rànger's   | Comunal de Andorra la Vieja | 3 de abril |
| Encamp              | 0 - 4 | Sant Julià |                             | 3 de abril |

## Ronda por la permanencia

### Clasificación
|  |    | Equipos               | PJ | PG | PE | PP | GF | GC | Dif | Pts |
|  | -- | --------------------- | -- | -- | -- | -- | -- | -- | --- | --- |
|  | 1. | Principat             | 20 | 9  | 4  | 7  | 52 | 41 | +11 | 31  |
|  | 2. | Lusitanos             | 20 | 5  | 6  | 9  | 24 | 29 | -5  | 21  |
|  | 3. | Inter Club d'Escaldes | 20 | 3  | 3  | 14 | 20 | 43 | -23 | 12  |
|  | 4. | Engordany (D)         | 20 | 3  | 2  | 15 | 20 | 93 | -73 | 11  |

|  | Descendido a la Segona Divisió. |

| (D) Descendido |

#### Evolución de la clasificación
| Jornada / Equipo      | 1 | 2 | 3 | 4 | 5 | 6 |
| Jornada / Equipo      |   |   |   |   |   |   |
| --------------------- | - | - | - | - | - | - |
| Principat             | 1 | 1 | 1 | 1 | 1 | 1 |
| Lusitanos             | 2 | 2 | 2 | 2 | 2 | 2 |
| Inter Club d'Escaldes | 3 | 3 | 3 | 3 | 3 | 3 |
| Engordany             | 4 | 4 | 4 | 4 | 4 | 4 |

### Resultados
Fuente: mismarcadores.com
- Los horarios corresponden a la CET (Hora Central Europea) UTC+1 en horario estándar y UTC+2 en horario de verano.

#### Primera vuelta
| Lusitanos | 1 - 0  | Inter Club d'Escaldes |  | 14 de febrero |
| Engordany | 0 - 12 | Principat             |  | 14 de febrero |

| Inter Club d'Escaldes | 0 - 1 | Principat |  | 28 de febrero |
| Lusitanos             | 6 - 1 | Engordany |  | 28 de febrero |

| Inter Club d'Escaldes | 3 - 2 | Engordany |  | 6 de marzo |
| Principat             | 3 - 2 | Lusitanos |  | 6 de marzo |

#### Segunda vuelta
| Inter Club d'Escaldes | 1 - 1 | Lusitanos |  | 20 de marzo |
| Principat             | 3 - 4 | Engordany |  | 20 de marzo |

| Engordany | 1 - 1 | Lusitanos             |  | 27 de marzo |
| Principat | 2 - 2 | Inter Club d'Escaldes |  | 27 de marzo |

| Engordany | 2 - 1 | Inter Club d'Escaldes |  | 3 de abril |
| Lusitanos | 2 - 2 | Principat             |  | 3 de abril |

## Estadísticas

### Máximos goleadores
| Jugador                                        | Equipo     | Goles |
| ---------------------------------------------- | ---------- | ----- |
| Jorge Filipe Sa Silva                          | Sant Julià | 16    |
| Última actualización: 16 de septiembre de 2016 |            |       |